# Mirko Bazić
Mirko Bazić (Malo Trojstvo kraj Bjelovara, 2. studenoga 1938. – ?, 10. ožujka 2021.), hrvatski nogometaš i nogometni trener. Kao nogometaš igrao u napadu. Kao trener zaslužan za ulazak juniora u prvu momčad zagrebačkog Dinama kao što su Zlatko Kranjčar, Velimir Zajec, Tomislav Ivković, Marijan Vlak, Petar Bručić, Džemal Mustedanagić i Srećko Bogdan.
S Croatijom iz Melbournea osvojio je australsko prvenstvo i kup 1995. godine.

## Vanjske poveznice
- (njem.) Weltfussball Profil